# Alvin Sargent
Alvin Sargent, född 12 april 1927 i Philadelphia, Pennsylvania, död 9 maj 2019 i Seattle, Washington, var en amerikansk manusförfattare, som skrev dussintals filmmanus. Han vann två Oscars, en 1978 och en annan 1981, för sina manus till Julia respektive Ordinary People. Innan han blev författare gjorde han ett kort inhopp som skådespelare och skildrade rollen som "Nair" mot Montgomery Clift i Härifrån till evigheten, som vann en Oscar för bästa foto år 1953. Sargent var emellertid mest känd för att ha skrivit Sam Raimis Spider Man-trilogi och för uppföljaren The Amazing Spider-Man år 2012.

## Biografi
Sargent föddes Alvin Supowitz och var son till Esther (Kadansky) och Isaac Supowitz. Han var av rysk judisk härkomst. Sargent gick i high school Upper Darby High School och slutade vid 17 års ålder för att ta värvning i marinen. Från år 2006 var han en av 35 alumni på skolans Wall of Fame.
Sargent började skriva för TV 1953 och under 1960-talet skrev han episoder för Route 66, Ben Casey och The Alfred Hitchcock Hour. Han medverkade i sitt första filmmanus för Gambit (1966) och fick erkännande för I Walk the Line (1970) och Paper Moon (1973) för vilken han vann WGA-priset för bästa manus baserat på material från ett annat medium och nominerades för en Oscar. Han vann Oscarpriset för anpassat manus 1978 för filmen Julia (1977) och igen 1981 för Ordinary People (1980). Han medverkade 2004 till manuskriptet för Spider-Man 2 och Spider-Man 3 som kom ut 2007.
Han hade ett långvarigt förhållande med producenten Laura Ziskin och de var gifta från 2010 till hennes död 2011.  Hans bror var författaren Herb Sargent. Sargent dog en naturlig död i sitt hem i Seattle den 9 maj 2019.

## Filmografi
- Gambit (med Jack Davies) (1966)
- The Stalking Moon (med Wendell Mayes) (1968)
- The Sterile Cuckoo (1969)
- I Walk the Line (1970)
- The Effect of Gamma Rays on Man-in-the-Moon Marigolds (1972)
- Paper Moon (1973)
- Love and Pain and the Whole Damn Thing (1973)
- A Star Is Born (1976) (ifrågasatt)
- Julia (1977)
- Älskade, dröj hos mig (Bobby Deerfield, 1977)
- Straight Time (with Jeffrey Boam) (1978)
- Ordinary People (1980)
- Nuts (med Tom Topor och Daryl Ponicsan) (1987)
- Dominick and Eugene (1988)
- White Palace (med Ted Tally) (1990)
- Other People's Money (1991)
- What About Bob? (med Laura Ziskin) (1991) (endast intrig)
- Hero (med Laura Ziskin och David Webb Peoples) (1992) (endast intrig)
- Bogus (1996)
- Anywhere but Here (1999)
- Unfaithful (med William Broyles Jr.) (2002)
- Spider-Man (2002) (ifrågasatt)
- Spider-Man 2 (2004)
- Spider-Man 3 (med Sam Raimi och Ivan Raimi) (2007)
- The Amazing Spider-Man (med James Vanderbilt och Steve Kloves) (2012)
- Miami Heist (med Jordan Peele och Robin Swicord) (2020 – hans sista slutförda arbete).